# La Negrita
La Negrita est la capitale de la paroisse civile de Guzmán Guillermo de la municipalité de Miranda dans l'État de Falcón au Venezuela.